# Холл-Бич
Холл-Бич (англ. Hall Beach, инуктитут Sanirajak, ᓴᓂᕋᔭᒃ (берег)) — инуитское поселение в регионе Кикиктани Нунавута, Канада. Находится в 69 километрах южнее Иглулика.
Холл-Бич основан в 1957 году во время постройки линии раннего радиолокационного обнаружения. На данный момент в поселении располагается база Северной системы предупреждения (68°45′44″ с. ш. 081°13′44″ з. д.), радиолокационная установка и аэропорт Холл-Бич.
В 1971 году отсюда было запущено семь метеорологических ракет класса Томагавк производства «Сандийских национальных лабораторий», некоторые из них достигли высоты в 270 км.

## Климат
| Показатель                                                                         | Янв.  | Фев.  | Март  | Апр.  | Май   | Июнь  | Июль | Авг. | Сен.  | Окт.  | Нояб. | Дек.  | Год   |
| ---------------------------------------------------------------------------------- | ----- | ----- | ----- | ----- | ----- | ----- | ---- | ---- | ----- | ----- | ----- | ----- | ----- |
| Абсолютный максимум, °C                                                            | 1,3   | 0,4   | −0,5  | 3,3   | 4,4   | 21,1  | 22,8 | 24,8 | 22,0  | 13,5  | 4,2   | −0,1  | 0,4   |
| Средний суточный максимум, °C                                                      | −27,9 | −28,4 | −24,2 | −15   | −4,9  | 3,2   | 10,1 | 7,7  | 2,1   | −5,2  | −14,9 | −22,5 | −10   |
| Средняя температура, °C                                                            | −31,9 | −32,5 | −28,7 | −19,9 | −8,8  | 1,0   | 6,7  | 5,0  | 0,3   | −8    | −19   | −26,6 | −13,6 |
| Средний суточный минимум, °C                                                       | −35,8 | −36,6 | −33,3 | −24,8 | −12,7 | −1,3  | 3,3  | 2,2  | −1,5  | −10,9 | −23,1 | −30,7 | −17,1 |
| Абсолютный минимум, °C                                                             | −50   | −54,1 | −52,5 | −44,1 | −31,1 | −20,6 | −3,3 | −5,1 | −16,7 | −33,6 | −42,2 | −53,9 | −54,1 |
| Норма осадков, мм                                                                  | 6,1   | 4,8   | 7,1   | 12,0  | 15,7  | 18,2  | 25,7 | 44,0 | 28,9  | 24,4  | 19,2  | 9,3   | 215,4 |
| Источник: Министерство окружающей среды Канады. Canadian Climate Normals 1981–2010 |       |       |       |       |       |       |      |      |       |       |       |       |       |

## Демография
Согласно переписи 2016 года население Холл-Бич составило 848 человек, что на 15,2 % больше, чем было в 2011 году (736 человек).

## Связь и коммуникации
Связь поселения с миром с 2005 года обслуживается компанией Qiniq, предоставляющей сервис беспроводной связи для жителей Киммирута, посредством магистральной спутниковой связи. В 2017 году технологии передачи данных были модернизированы до стандарта LTE, а голосовая связь — до GSM.